# Université technologique nationale de Donetsk
L'université technologique nationale de Donetsk  de Donetsk (en ukrainien : Донецький національний технічний університет), est un établissement d'enseignement supérieur fondée en 1921.

## Historique
C'est le premier établissement d'enseignement supérieur fondé dans le Donbas.

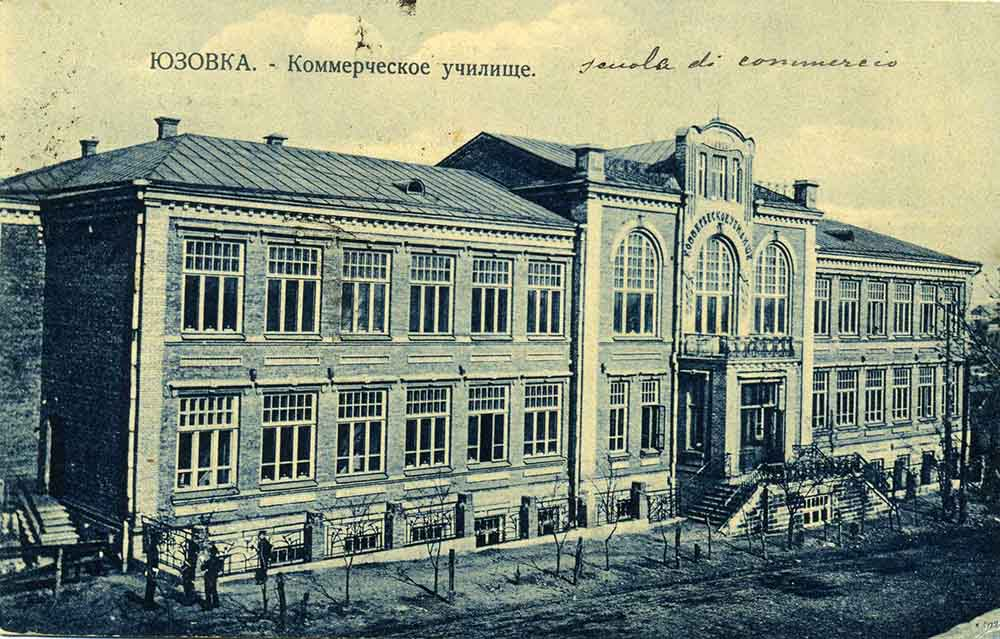
Bâtiment N°2 en 1912
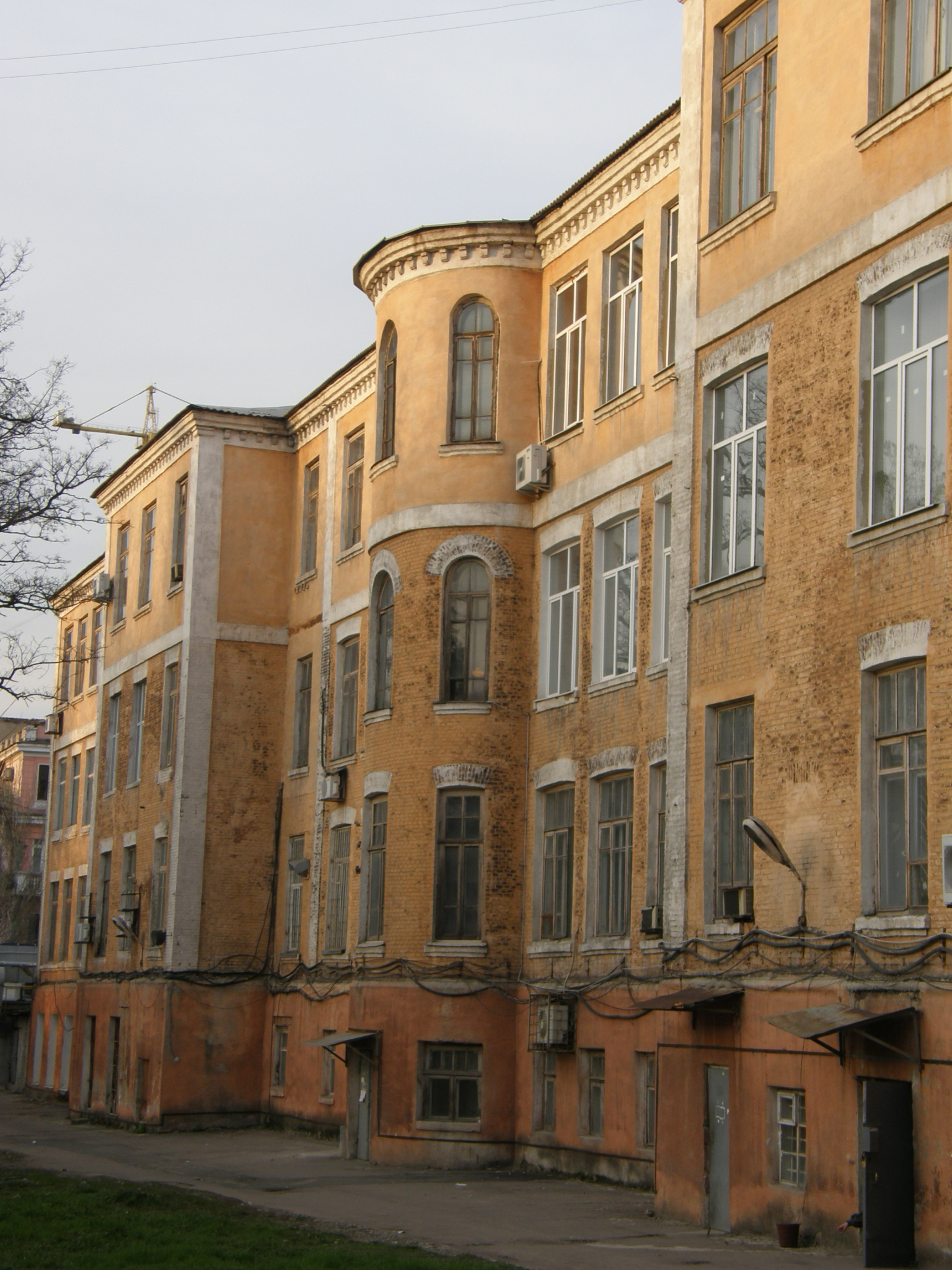
l'arrière maintenant.
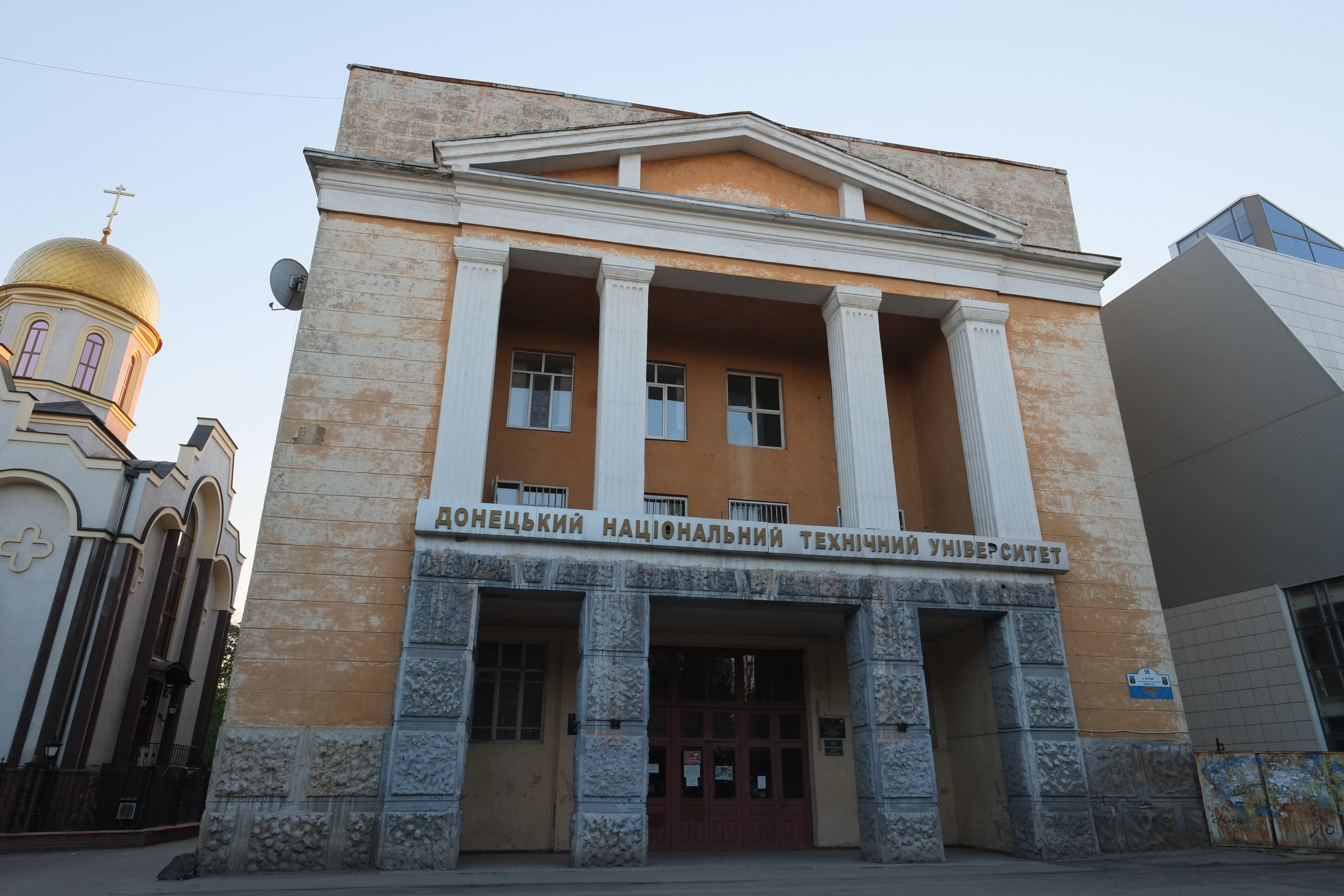
Troisième bâtiment,
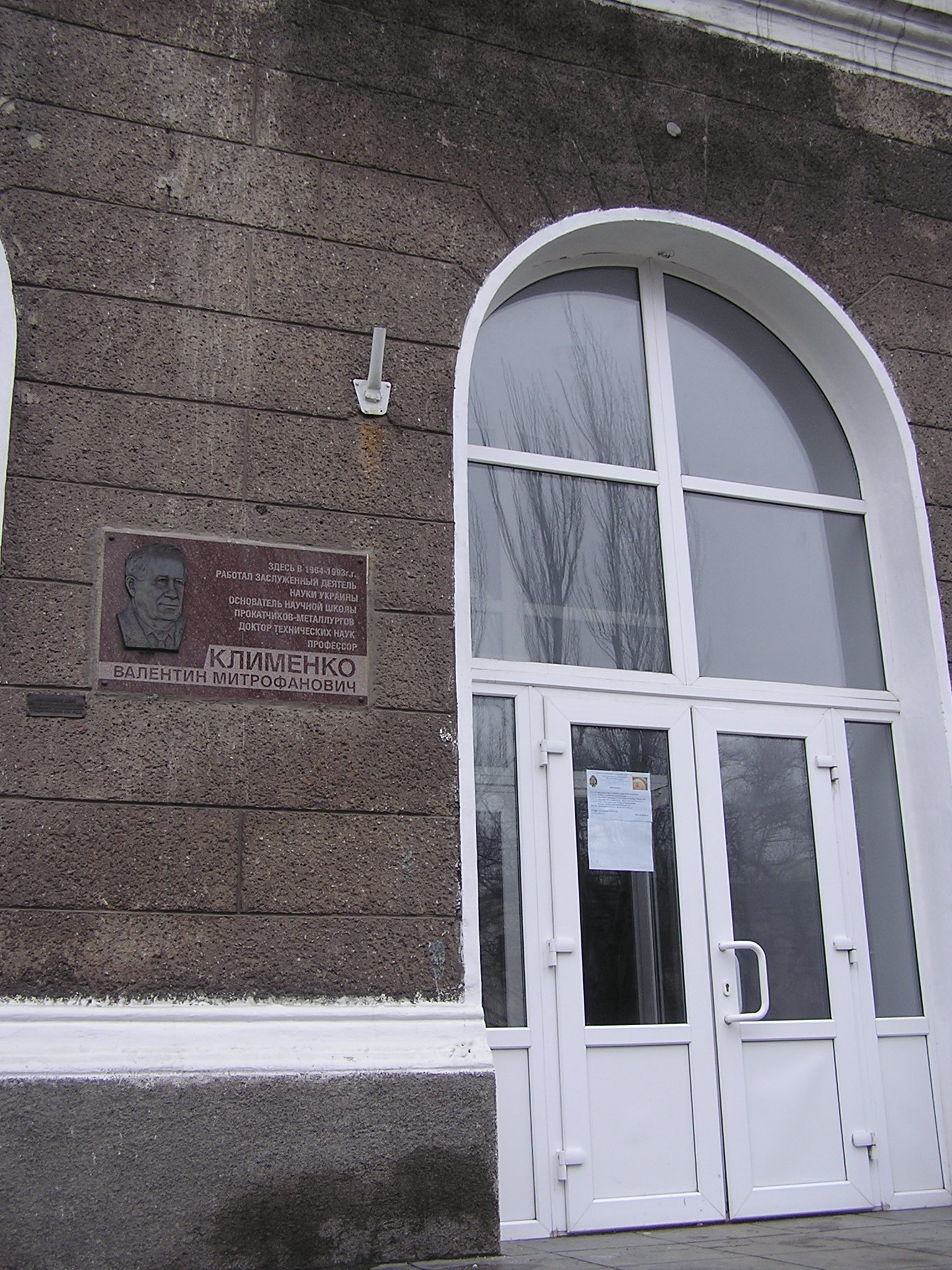
cinquième bâtiment et plaque à Valentin Klimenko,
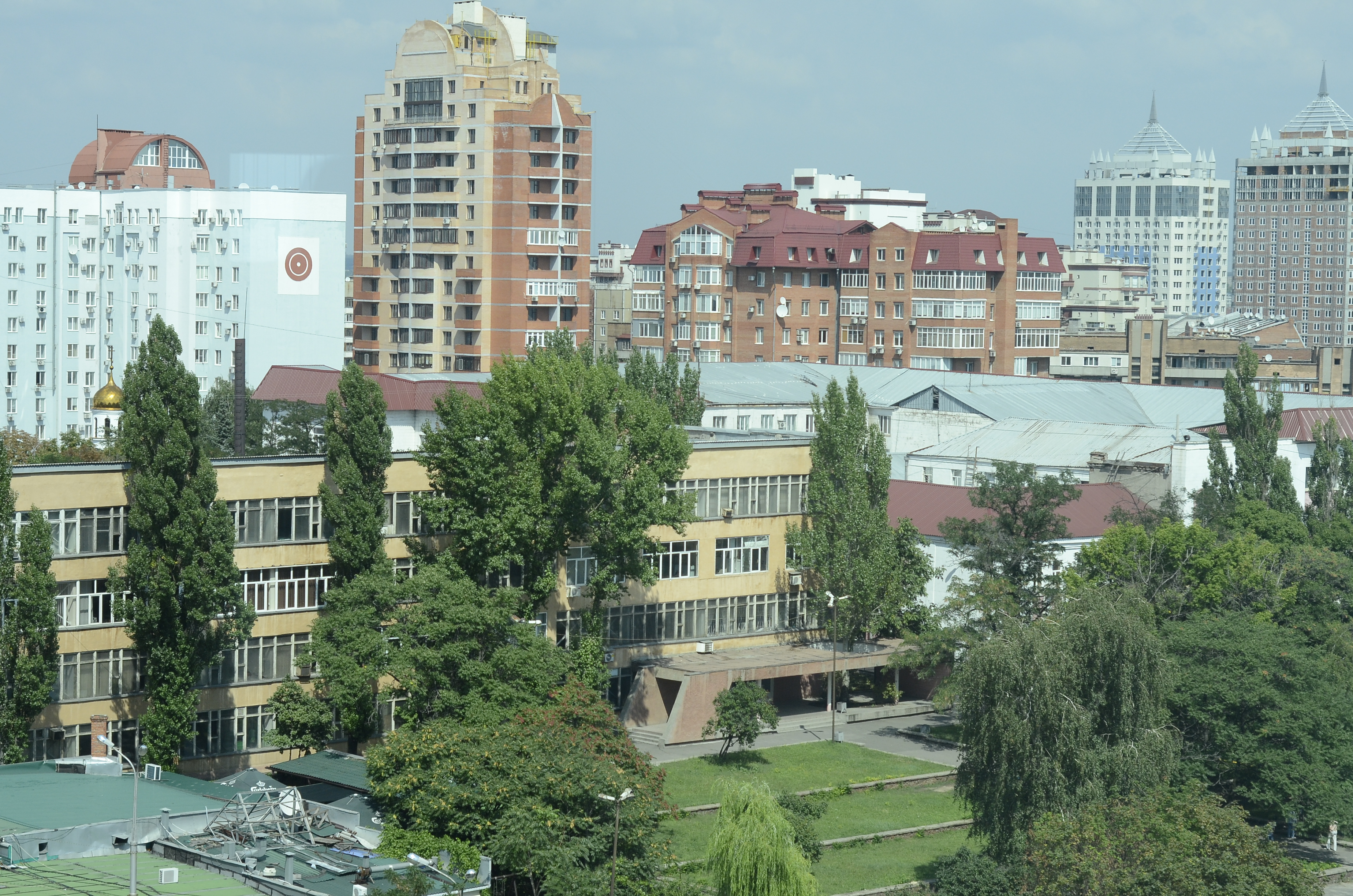
bâtiment N°6,
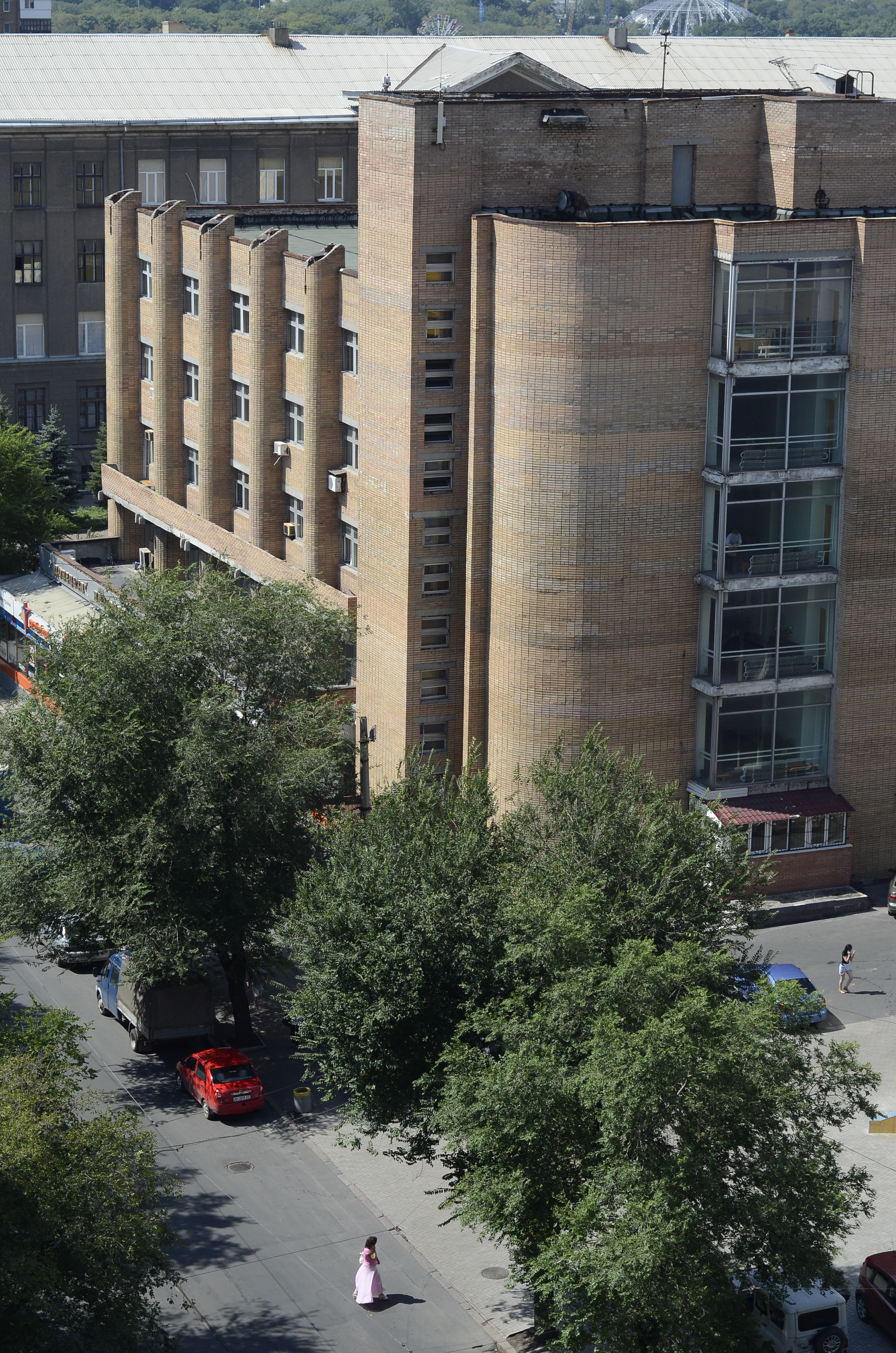
bâtiment N°9.
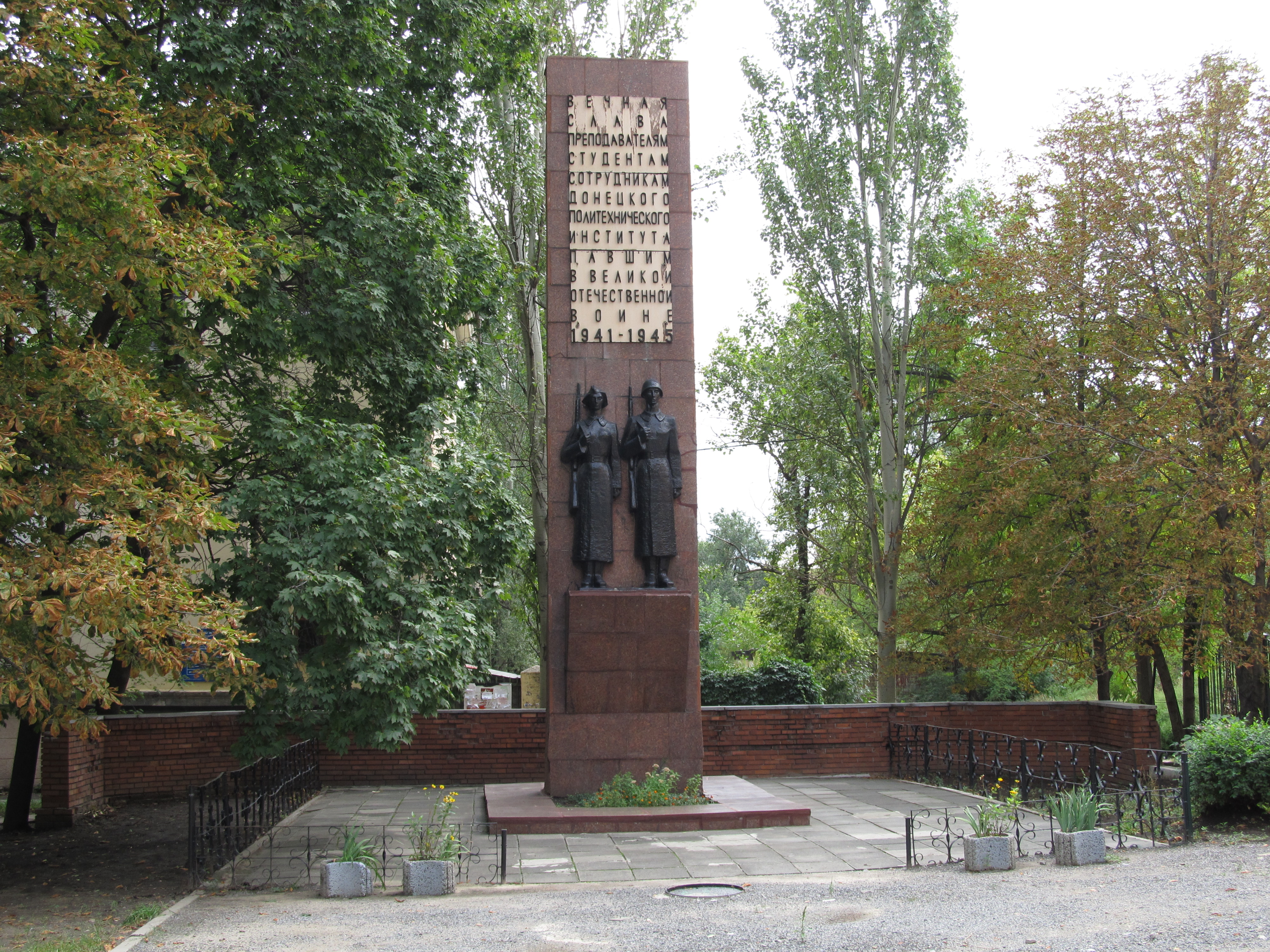
Mémorial aux personnels de l'université tombésRegistre national des monuments d'Ukraine[1].
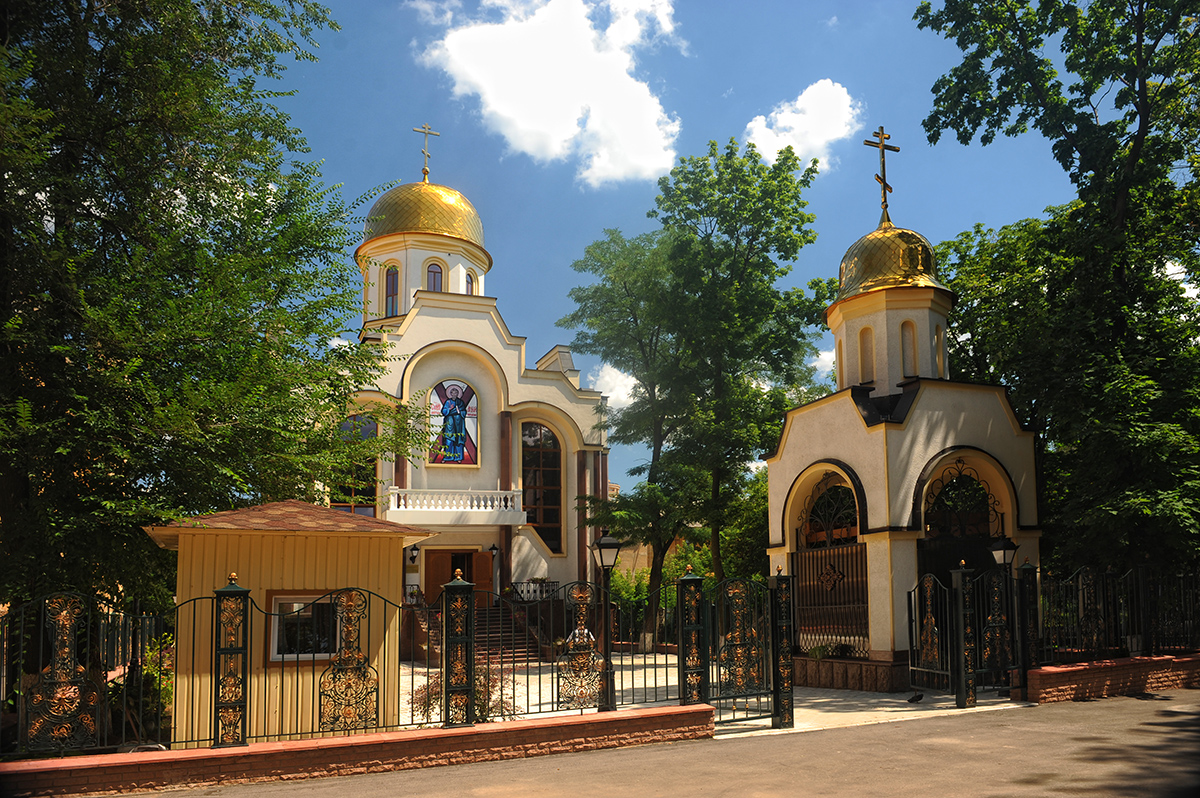
Sa chapelle st-André.

L'université est au Registre national des monuments d'Ukraine sous les numéro : 14-101-0011 et 14-101-0010.